# Jun Iwashita
Jun Iwashita (岩下 潤?, Iwashita Jun; Prefettura di Shizuoka, 8 aprile 1973) è un ex calciatore giapponese, di ruolo attaccante.

## Carriera
Inizia a giocare nello Shimizu S-Pulse nel 1992. Nel 1996 passa al Vissel Kobe in cui militerà sino al 1998 indossando la maglia numero 20. Dal 1999 al 2001 giocherà nello Jatco.